# Nguyễn Thị Thúy Trúc
Nguyễn Thị Thúy Trúc (chữ Hán: 阮氏翠竹; ? – ?), còn có húy là Điện, phong hiệu Ngũ giai Lệ tần (五階麗嬪), là một cung tần của vua Minh Mạng nhà Nguyễn trong lịch sử Việt Nam.

## Tiểu sử
Lệ tần Thúy Trúc nguyên quán ở huyện Bình Sơn, tỉnh Quảng Ngãi. Phụ thân của bà là ông Nguyễn Gia Quý, giữ chức Phó Vệ úy. Năm sinh năm mất và thời gian bà Lệ tần vào hầu vua Minh Mạng đều không được sử sách ghi lại. Bà được sắc phong làm Lệ tần vào năm 1838. Khi mất, Lệ tần Nguyễn Gia thị được ban thụy là Thục Tắc (淑則). Tẩm mộ của bà được táng tại khu vực Trầm Bái, nay thuộc địa phận của phường Thủy Xuân, Huế. Gần đó là tẩm của hai bà công chúa Trinh Nhàn và Nhu Nghi, là hai người con gái của bà Lệ tần.
Dân gian kể lại rằng, bà Lệ tần vốn xuất thân bình dân, nhân vào một năm vua Minh Mạng đi tuần du, dân chúng thấy ngự giá đi qua đều dạt ra xa để tránh đường, duy chỉ một người con gái cầm liềm cắt cỏ vẫn dửng dưng không chịu tránh đường. Nhà vua lấy làm lạ cho thị vệ bắt cô gái đó đến xét hỏi. Cô gái bèn than rằng:
Chàng đi võng giá nghênh ngang
Thiếp cầm bán nguyệt giữ an cõi bờ.
Nhà vua nhìn kỹ thấy cô gái rất đẹp, ăn nói có duyên lại, có vẻ bướng bỉnh dễ thương nên động lòng cho nạp cung và thăng làm Lệ tần ở hàng Ngũ giai.

## Hậu duệ
Bà Lệ tân sinh cho vua Minh Mạng tổng cộng 6 hoàng tử và 2 hoàng nữ, tất cả đều sống qua tuổi trưởng thành:
- Sơn Tĩnh Quận công Nguyễn Phúc Miên Lương (27 tháng 2 năm 1826 – 24 tháng 8 năm 1863), hoàng tử thứ 31.
- Nghĩa Điền Công chúa Nguyễn Phúc Trinh Nhàn (14 tháng 6 năm 1827 – 28 tháng 7 năm 1902), hoàng nữ thứ 26.
- Tuy An Quận công Nguyễn Phúc Miên Kháp (5 tháng 10 năm 1828 – 14 tháng 7 năm 1893), hoàng tử thứ 41.
- Hoài Đức Quận vương Nguyễn Phúc Miên Lâm (20 tháng 1 năm 1832 – 28 tháng 12 năm 1897), hoàng nữ thứ 57.
- Xuân Lai Công chúa Nguyễn Phúc Nhu Nghi (22 tháng 11 năm 1833 – 1929), hoàng nữ thứ 44. Bà là người sống thọ nhất trong số những người con của vua Minh Mạng.
- Vĩnh Lộc Quận công Nguyễn Phúc Miên Chí (20 tháng 9 năm 1836 – 18 tháng 12 năm 1888), hoàng tử thứ 73.
- An Xuyên vương Nguyễn Phúc Miên Bàng (5 tháng 6 năm 1838 – 19 tháng 8 năm 1902), hoàng tử thứ 76.
- Yên Thành vương Nguyễn Phúc Miên Lịch (13 tháng 5 năm 1841 – 5 tháng 11 năm 1919), hoàng tử thứ 78 và cũng là hoàng tử út. Chào đời sau khi vua cha đã mất.